# Justizvollzugsanstalt Hünfeld
Justizvollzugsanstalt Hünfeld er det første delvis privatiserede fængsel i Tyskland. Det ligger i Hünsfeld i den østlige del af delstaten Hessen og kan rumme 502 indsatte.
På grund af overbelægning i de hessiske fængsler planlagde myndighederne allerede for nogle år siden at bygge et nyt fængsel. Den hessiske justitsminister Christean Wagner mente, at erfaringerne fra andre lande, bl.a. USA, viste at private fængsler er bedre og mere effektive. I det regeringsprogram, som CDU og FDP blev enige om i foråret 1999, bestemtes det, at planlægning, opførelse og drift af et nyt fængsel i størst muligt omfang skulle overlades til private aktører.

## Arbejdsdeling privat/offentligt
Efter en grundig gennemgang af de retslige aspekter ved privat fængselsdrift blev det bestemt, at fængslet skulle drives i et offentligt-privat samarbejde, da den tyske lovgivning foreskriver, at straffuldbyrdelse er en statslig opgave. Derimod kunne visse funktioner privatiseres. Det drejer sig bl.a. om
- Planlægning og opførelse,
- Bygningsadministration,
- Forsyningsvæsen (køkken, rengøring, beklædningsopgaver),
- Plejeområdet,
- Begrænsede dele af bevogtnings- og kontrolfunktioner, som f.eks. den daglige kontrol af sikkerhedsanlæggenes funktion.

Dermed forblev vigtige funktioner en statslig opgave, herunder:
- den overvejende del af bevogtningsopgaverne, herunder modtagelse og frigivelse af fanger, straffuldbyrdelsen, disciplinærforanstaltninger etc.,
- den øvrige del af overvågnings- og kontrolforanstaltningerne, herunder styring af udgange og kontakt med omverdenen samt tilrettelæggelse og gennemførelse af sikkerhedsforholdsregler og tvangsforanstaltninger.,
- Den overordnede organisatoriske ledelse.

Andelen af fængslets privatiserede personale udgør 45%. I alt er 95 medarbejdere ansat af den private driftsorganisation, mens 116 er statsansatte. Besparelsen er anslået at skulle udgøre 15%, men det skal tages i betragtning, at Hessen i sammenligning med andre delstater har meget høje omkostninger pr. indsat.
Fængslet blev åbnet 7. december 2005 af Hessens statsminister Roland Koch.

## Hünfeld som modelprojekt
Et andet delvis privatiseret fængsel vil blive en realitet i delstaten Baden-Württemberg i 2008, og også delstaten Sachsen-Anhalt planlægger at opføre et.